# Albrecht Wellmer
Albrecht Wellmer, född 9 juli 1933 i Bergkirchen, Bad Oeynhausen, död 13 september 2018 i Berlin, var en tysk filosof. Han tillhörde Frankfurtskolans andra generation.

## Biografi
Wellmer disputerade år 1966 vid Frankfurts universitet med avhandlingen Methodologie als Erkenntnistheorie. Zur Wissenschaftslehre Karl Poppers. Åren 1966–1970 var han assistent åt Jürgen Habermas vid nämnda lärosäte. Under 1970–, 1980- och 1990-talet var han i tur och ordning professor vid Konstanz universitet, The New School och Freie Universität Berlin.
Wellmer tilldelades år 2006 Theodor W. Adorno-priset för sina insatser inom filosofin.
Albrecht Wellmer avled år 2018, 85 år gammal. Han är begravd på Alter St.-Matthäus-Kirchhof i Berlin.